# عمر ستارگان
ستاره ها سرانجام متفاوتی دارند. برخی از آنها پس از میلیاردها سال منفجر شده و گازهای تشکیل دهنده آنها در فضا پخش می‌شوند. برخی نیز به کوتوله سفید تبدیل می‌شوند.
در آغاز، درون یک ابر متراکم گازی با گذشت زمان گازها بیشتر دور هم جمع و فشرده‌تر و داغ‌تر شده (انقباض هلمهولتز) و پس از مدتی این گازها به قدری داغ می‌شوند که واکنش‌های هسته‌ای در آن آغاز می‌شود. در این موقع است که ستاره جدید متولد می‌شود. اگر مقدار ماده ستاره جدید کم باشد کم نور و ضعیف می‌شود ولی اگر مقدار مادهٔ تشکیل دهنده آن زیاد باشد داغ و درخشان می‌شود. 
پس از میلیاردها سال زندگی سرانجام یک ستاره داغ سردشده (به کوتوله‌های سیاه تبدیل می‌شود) و ممکن است منفجر شود و گازهای آن در فضا پراکنده شده و جزئی از ستاره جدید شود.
به هر حال سرانجام نهایی یک ستاره وابسته به جرم آن است و همین جرم است که مسیر حرکت عمر ستاره را بر روی نمودار هرتسپرانگ-راسل تعیین می‌کند.